# Campeonato Uruguayo de Rugby
El Campeonato Uruguayo de Rugby también llamado —Uruguayo de Clubes, Copa Perifar por motivos de patrocinio— es la máxima competición de clubes de rugby en el Uruguay.
Se disputa desde el 1951 precisamente en el mismo año en que se funda la Unión de Rugby del Uruguay y su primer campeón fue Montevideo Cricket Club. En el año anterior se había jugado un torneo de clubes ganado por Old Boys Club.

## Equipos participantes
En el 2025 la Primera División uruguaya de rugby cuenta con 12 equipos (10 de Montevideo, 1 de Maldonado y 1 de Paysandú).
- Carrasco Polo
- Ceibos
- Champagnat
- Cuervos
- PSG
- Old Boys
- Old Christians
- Montevideo Cricket
- Seminario
- Trébol (Paysandú)
- Lobos (Maldonado)
- Círculo de Tenis

## Campeones Nacionales de Primera División
En el 1950, un año antes de crearse la URU hubo un campeonato de clubes que se denominó Carlos E. Cat